# Olympus Marathon
L'Olympus Marathon est une épreuve de skyrunning disputée à Litóchoro en Grèce. Elle a été créée en 2004.

## Histoire
La tenue des Jeux olympiques d'été de 2004 à Athènes ravive l'intérêt pour une course de marathon sur le mont Olympe capable de susciter un attrait international. Inspiré par le succès de la Skyrunner World Series, la société évenementielle Adventure Zone décide de créer une épreuve internationale de skyrunning très exigeante avec un parcours très technique pour se démarquer du marathon de montagne déjà existant. Elle met en place la course avec le soutien des municipalités de Litóchoro et de Dion,. Le parcours relie la cité archéologique de Dion au sommet du mont Olympe en s'inspirant des traditions ancestrales de pèlerinage qu'effectuaient les Grecs antiques pour offrir des offrandes au dieu Zeus.
La course connaît rapidement un succès sur la scène nationale et sa réputation attire peu à peu les coureurs internationaux. Pour limiter l'impact sur le parc naturel, le nombre de participants est limité à 550 en 2008, édition qui voit la participation de grands noms du skyrunning, comme l'Espagnol Jessed Hernàndez, le Népalais Dawa Sherpa ou encore la Française Corinne Favre.
L'édition 2017 rejoint le calendrier de la Skyrunner World Series en tant qu'épreuve Sky Classic. Fort de son succès rencontré l'année précédente, l'événement s'étoffe en 2018 avec l'ajout de deux nouvelles épreuves, un Ultra SkyMarathon de 70 kilomètres et un kilomètre vertical. Ce dernier intègre le calendrier du Vertical Kilometer World Circuit.
L'édition 2020 est annulée en raison de la pandémie de Covid-19. Toujours en raison de la pandémie, l'organisation de l'édition 2021 est modifiée pour répondre aux mesures sanitaires. L'événement se tient sur trois jours et l'Ultra n'a pas lieu. Avec une très faible participation internationale, le Grec Dimitrios Theodorakakos remporte sa cinquième victoire. Chez les femmes, l'ancienne rameuse d'aviron Christina Giazitzidou médaillée de bronze aux Jeux olympiques de Londres s'impose pour sa première participation,.

## Parcours

### Marathon
Le départ est donné sur le site archéologique de Dion. Le parcours effectue 5 kilomètres sur des routes et des chemins avant d'atteindre le pied du mont Olympe. Il entre dans le canyon d'Orlia et commence l'ascension. Il passe par le refuge Koromilia situé à 1 020 m d'altitude et continue l'ascension jusqu'au refuge Petrostrouga à 1 940 m d'altitude et continue en direction du sommet. Il longe ensuite la crête menant au plateau des Muses et atteint le refuge Kakalos situé à 2 650 m d'altitude. Le parcours se dirige ensuite vers le col situé sous le trône de Zeus où il atteint son point culminant à 2 780 m d'altitude. Le parcours redescend par un chemin pentu nommé Zonaria. Il passe sous le plus haut sommet du mont Olympe, le pic Mytikas. Le parcours redescend par des chemins escarpés jusqu'au refuge A et descend la montagne jusqu'au lieu-dit Priòna. Le parcours descend les gorges d'Enipeas en passant par le monastère d'Agios Dionysios. Le parcours rallie finalement Litóchoro. L'arrivée y est donnée au parc municipal. Il mesure 44 km pour 3 200 m de dénivelé positif.

### Ultra
Le départ est donné sur le site archéologique de Dion. Le parcours est le même que celui du marathon jusqu'au refuge Petrostrouga. Le parcours bifurque et redescend la crête nommée Alataria. Le parcours traverse le torrent Arapis et remonte sur l'autre versant. Le parcours redescend jusqu'au refuge Krevatia puis effectue l'ascension du pic Barbalas. Le parcours redescend en suivant une crête  puis remonte pour effectuer l'ascension du pic Skolio culminant à 2 910 m d'altitude. Le parcours contourne ensuite le pic Skala en empruntant un chemin escarpé et atteint le plateau des Muses où il rejoint le parcours du marathon qu'il suit jusqu'à l'arrivée à Litóchoro. Il mesure 70 km pour 5 520 m de dénivelé positif cumulé.

### Vertical
Le départ est donné au lieu-dit Priòna. Le parcours emprunte le chemin Goumarostali jusqu'à une clairière où est donnée l'arrivée. Il mesure 4,3 km pour 1 024 m de dénivelé positif.

## Vainqueurs

### Marathon
| Édition | Date | Hommes                                              | Hommes                                              | Hommes                                              | Femmes                                              | Femmes                                              | Femmes                                              |
| ------- | ---- | --------------------------------------------------- | --------------------------------------------------- | --------------------------------------------------- | --------------------------------------------------- | --------------------------------------------------- | --------------------------------------------------- |
|         |      | Rang                                                | Athlète                                             | Temps                                               | Rang                                                | Athlète                                             | Temps                                               |
| 1re     | 2004 | 1er                                                 | Alexis Gounko                                       | 5 h 27 min 26 s                                     | 19e                                                 | Irena Maliborska                                    | 7 h 4 min 5 s                                       |
| 2e      | 2005 | 1er                                                 | Nikolaos Kalofyris                                  | 5 h 8 min 54 s                                      | 24e                                                 | Irena Maliborska — 2e victoire                      | 7 h 8 min 42 s                                      |
| 3e      | 2006 | 1er                                                 | Nikolaos Kalofyris — 2e victoire                    | 4 h 56 min 23 s                                     | 11e                                                 | Irena Maliborska — 3e victoire                      | 6 h 29 min 18 s                                     |
| 4e      | 2007 | 1er                                                 | Alexis Gounko — 2e victoire                         | 5 h 18 min 43 s                                     | 15e                                                 | Natalia Papounidou                                  | 6 h 43 min 14 s                                     |
| 5e      | 2008 | 1er                                                 | Jessed Hernàndez                                    | 4 h 33 min 37 s                                     | 8e                                                  | Corinne Favre                                       | 5 h 29 min 57 s                                     |
| 6e      | 2009 | 1er                                                 | Jessed Hernàndez — 2e victoire                      | 4 h 39 min 20 s                                     | 25e                                                 | Corinne Favre — 2e victoire                         | 5 h 54 min 41 s                                     |
| 7e      | 2010 | 1er                                                 | Sébastien Chaigneau                                 | 4 h 47 min 34 s                                     | 25e                                                 | Lisel Dissler                                       | 5 h 51 min 33 s                                     |
| 8e      | 2011 | 1er                                                 | Michel Rabat                                        | 4 h 35 min 14 s                                     | 13e                                                 | Zhanna Vokueva                                      | 5 h 34 min 4 s                                      |
| 9e      | 2012 | 1er                                                 | Michel Rabat — 2e victoire                          | 4 h 55 min 56 s                                     | 17e                                                 | Cecilia Mora                                        | 5 h 50 min 25 s                                     |
| 10e     | 2013 | 1er                                                 | Dimitrios Theodorakakos                             | 4 h 44 min 54 s                                     | 42e                                                 | Zhanna Vokueva — 2e victoire                        | 6 h 13 min 27 s                                     |
| 11e     | 2014 | 1er                                                 | Dimitrios Theodorakakos — 2e victoire               | 4 h 48 min 7 s                                      | 39e                                                 | Hristina Kozareva                                   | 6 h 4 min 4 s                                       |
| 12e     | 2015 | 1er                                                 | Jessed Hernàndez — 3e victoire                      | 4 h 36 min 44 s                                     | 39e                                                 | Zhanna Vokueva — 3e victoire                        | 5 h 57 min 30 s                                     |
| 13e     | 2016 | 1er                                                 | Dimitrios Theodorakakos — 3e victoire               | 4 h 37 min 21 s                                     | 9e                                                  | Stevie Kremer                                       | 5 h 21 min 36 s                                     |
| 14e     | 2017 | 1er                                                 | Aritz Egea                                          | 4 h 24 min 26 s                                     | 12e                                                 | Ragna Debats                                        | 5 h 18 min 20 s                                     |
| 15e     | 2018 | 1er                                                 | Dimitrios Theodorakakos — 4e victoire               | 4 h 37 min 44 s                                     | 18e                                                 | Lina El Kott                                        | 5 h 21 min 44 s                                     |
| 16e     | 2019 | 1er                                                 | Zaid Ait Malek                                      | 4 h 31 min 47 s                                     | 19e                                                 | Elisa Desco                                         | 5 h 14 min 18 s                                     |
| -       | 2020 | Course annulée en raison de la pandémie de Covid-19 | Course annulée en raison de la pandémie de Covid-19 | Course annulée en raison de la pandémie de Covid-19 | Course annulée en raison de la pandémie de Covid-19 | Course annulée en raison de la pandémie de Covid-19 | Course annulée en raison de la pandémie de Covid-19 |
| 17e     | 2021 | 1er                                                 | Dimitrios Theodorakakos — 5e victoire               | 5 h 9 min 25 s                                      | 21e                                                 | Christina Giazitzidou                               | 6 h 6 min 28 s                                      |
| 18e     | 2022 | 1er                                                 | Miguel Ángel Heras Hernández                        | 4 h 54 min 20 s                                     | 23e                                                 | Maria Malai                                         | 5 h 52 min 20 s                                     |
| 19e     | 2023 | 1er                                                 | Dimitris Seletis                                    | 4 h 59 min 57 s                                     | 32e                                                 | Maria Papapostolou                                  | 6 h 27 min 33 s                                     |
| 20e     | 2024 | 1er                                                 | Vasilis Balamotis                                   | 4 h 44 min 26 s                                     | 8e                                                  | Christina Giazitzidou — 2e victoire                 | 5 h 43 min 44 s                                     |
| 21e     | 2025 | 1er                                                 | Vasilis Balamotis — 2e victoire                     | 4 h 43 min 54 s                                     | 15e                                                 | Foteini Meintani                                    | 5 h 40 min 36 s                                     |

### Ultra
| Édition | Date | Hommes                                              | Hommes                                              | Hommes                                              | Femmes                                              | Femmes                                              | Femmes                                              |
| ------- | ---- | --------------------------------------------------- | --------------------------------------------------- | --------------------------------------------------- | --------------------------------------------------- | --------------------------------------------------- | --------------------------------------------------- |
|         |      | Rang                                                | Athlète                                             | Temps                                               | Rang                                                | Athlète                                             | Temps                                               |
| 1re     | 2018 | 1er                                                 | Jordi Gamito                                        | 9 h 23 min 7 s                                      | aucune concurrente féminine                         | aucune concurrente féminine                         | aucune concurrente féminine                         |
| 2e      | 2019 | 1er                                                 | Albert Herrero                                      | 10 h 48 min 36 s                                    | 8e                                                  | Jo Meek                                             | 14 h 9 min 40 s                                     |
| -       | 2020 | Course annulée en raison de la pandémie de Covid-19 | Course annulée en raison de la pandémie de Covid-19 | Course annulée en raison de la pandémie de Covid-19 | Course annulée en raison de la pandémie de Covid-19 | Course annulée en raison de la pandémie de Covid-19 | Course annulée en raison de la pandémie de Covid-19 |
| -       | 2021 | Course annulée en raison de la pandémie de Covid-19 | Course annulée en raison de la pandémie de Covid-19 | Course annulée en raison de la pandémie de Covid-19 | Course annulée en raison de la pandémie de Covid-19 | Course annulée en raison de la pandémie de Covid-19 | Course annulée en raison de la pandémie de Covid-19 |
| 3e      | 2022 | 1er                                                 | Donatello Rota                                      | 11 h 18 min 43 s                                    | 12e                                                 | Dimitra Chairopoulou                                | 14 h 16 min 37 s                                    |
| 4e      | 2023 | 1er                                                 | Stelios Petroutsos                                  | 10 h 56 min 5 s                                     | 15e                                                 | Jo Manta                                            | 14 h 30 min 11 s                                    |
| 5e      | 2024 | 1er                                                 | Antoine Guillon                                     | 10 h 57 min 52 s                                    | 32e                                                 | Victoria Georgopoulou                               | 14 h 53 min 15 s                                    |
| 6e      | 2025 | 1er                                                 | Dimitris Eleftheriou                                | 10 h 25 min 17 s                                    | 10e                                                 | Lemonia Panagiotou                                  | 12 h 28 min 17 s                                    |

### Vertical
| Édition | Date | Hommes                                              | Hommes                                              | Hommes                                              | Femmes                                              | Femmes                                              | Femmes                                              |
| ------- | ---- | --------------------------------------------------- | --------------------------------------------------- | --------------------------------------------------- | --------------------------------------------------- | --------------------------------------------------- | --------------------------------------------------- |
|         |      | Rang                                                | Athlète                                             | Temps                                               | Rang                                                | Athlète                                             | Temps                                               |
| 1re     | 2018 | 1er                                                 | Ferran Teixidó                                      | 42 min 7 s                                          | 3e                                                  | Lina El Kott                                        | 45 min 23 s                                         |
| 2e      | 2019 | 1er                                                 | Camille Caparros                                    | 39 min 41 s                                         | 11e                                                 | Jessica Pardin                                      | 48 min 3 s                                          |
| -       | 2020 | Course annulée en raison de la pandémie de Covid-19 | Course annulée en raison de la pandémie de Covid-19 | Course annulée en raison de la pandémie de Covid-19 | Course annulée en raison de la pandémie de Covid-19 | Course annulée en raison de la pandémie de Covid-19 | Course annulée en raison de la pandémie de Covid-19 |
| 3e      | 2021 | 1er                                                 | Vasilis Mpalamotis                                  | 45 min 58 s                                         | 14e                                                 | Zoi Stamouli                                        | 1 h 7 min 24 s                                      |
| 4e      | 2022 | 1er                                                 | Georgios Dialektos                                  | 44 min 4 s                                          | 5e                                                  | Christina Giazitzidou                               | 54 min 31 s                                         |
| 5e      | 2023 | 1er                                                 | Georgios Dialektos — 2e victoire                    | 48 min 13 s                                         | 6e                                                  | Foteini Meintani                                    | 55 min 52 s                                         |
| 6e      | 2024 | 1er                                                 | Georgios Dialektos — 3e victoire                    | 44 min 12 s                                         | 8e                                                  | Foteini Meintani — 2e victoire                      | 53 min 15 s                                         |
| 7e      | 2025 | 1er                                                 | Georgios Dialektos — 4e victoire                    | 46 min 37 s                                         | 10e                                                 | Sophie Wright                                       | 55 min 22 s                                         |